# باولو بارنارد
باولو بارنارد (بالإيطالية: Paolo Barnard)‏ هو صحفي وكاتب إيطالي، ولد في 2 يناير 1958 في بولونيا في إيطاليا.